# Anarmodia repandalis
Anarmodia repandalis is een vlinder uit de familie van de grasmotten (Crambidae), uit de onderfamilie van de Spilomelinae. De wetenschappelijke naam van deze soort is voor het eerst voorgesteld door William Schaus in een publicatie uit 1924.
De soort komt voor in Peru.